# Związek Lekarzy Państwa Polskiego
Związek Lekarzy Państwa Polskiego (ZLPP) założony został w Warszawie w 1919 r. Istniał do 1939 r.

## Struktury organizacyjne
Związek liczył 6300 członków (1936) w 10 okręgach (1932): Bydgoszczy, Katowicach, Krakowie, Lublinie, Lwowie, Łodzi, Łucku, Poznaniu, Sosnowcu, Warszawie oraz sześciu obwodach samodzielnych w: Baranowiczach, Białymstoku, Brześciu, Grodnie, Skarszewach, Wilnie.
Związek posiadał cztery sekcje lekarzy: kas chorych, szpitalnych, szkolnych i radiologów; miał charakter związku zawodowego, zajmował się również etyką lekarską i medycyną społeczną.
Od 1927 r, organem były Nowiny Społeczno-Lekarskie, w 1939 r. o zmienionym tytule na Życie Lekarskie.
W 1937 r. z powodu antysemityzmu władz ZLPP ze Związku wystąpili lekarze z Okręgów w Warszawie i Krakowie.